# Palacio Fernández Anchorena

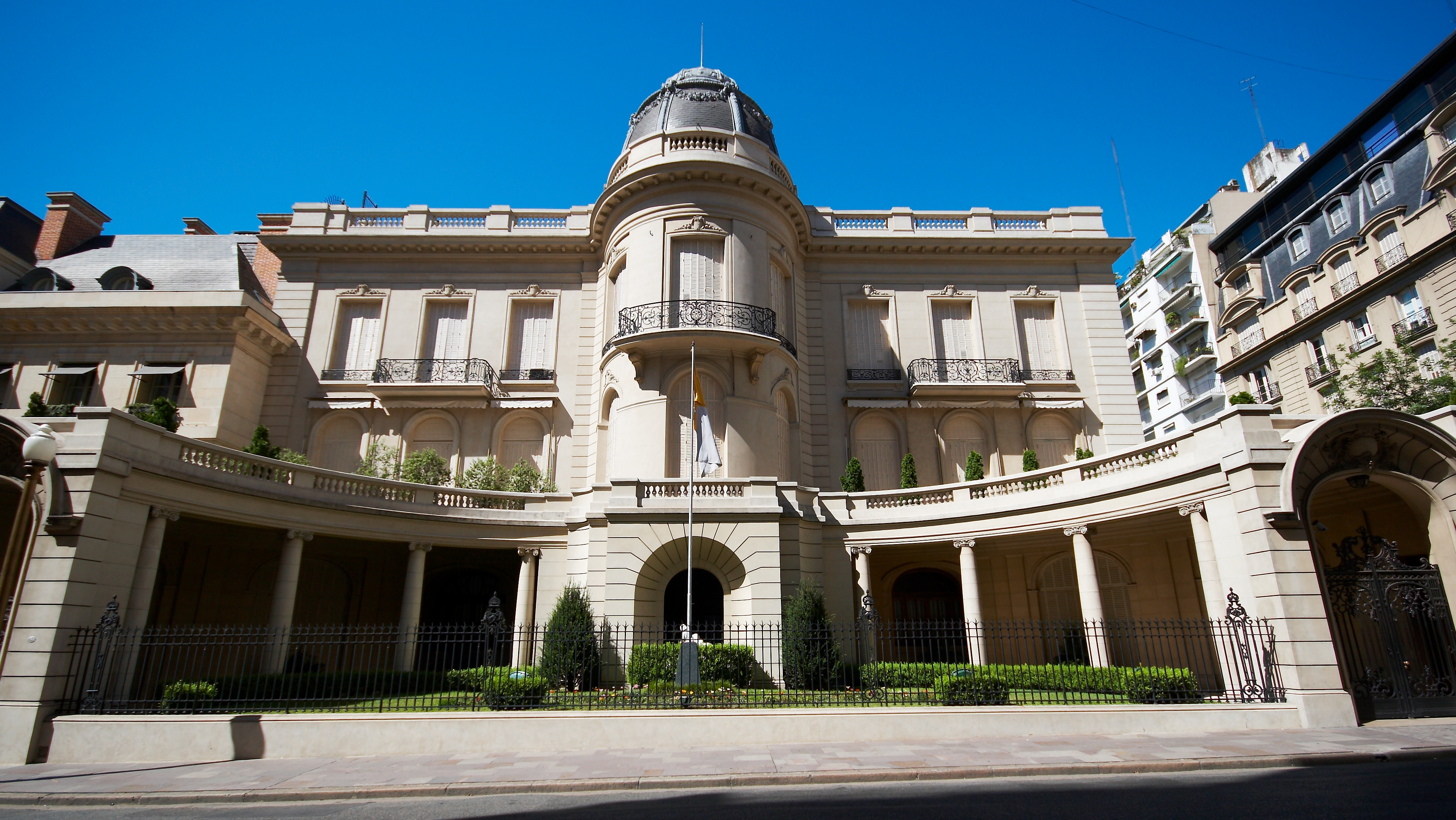
Der Palacio Fernández Anchorena (heute die Botschaft des Vatikans)

Der Palacio Fernández Anchorena ist ein architektonisch bedeutsames ehemaliges Wohnhaus in der argentinischen Hauptstadt Buenos Aires. Es befindet sich auf der Avenida Alvear 1637 im Stadtteil Recoleta und ist heute Sitz der Botschaft des Vatikans in Argentinien.

## Überblick
Der Bau der Villa wurde von Juan Antonio Fernández und seiner Ehefrau Rosa de Anchorena in Auftrag gegeben. Sie wurde 1907 von dem französisch-argentinischen Architekten Eduardo Le Monnier im Stil des Zweiten Kaiserreichs entworfen, der damals sehr beliebt war in der höheren Gesellschaft Argentiniens. Das Gebäude wurde 1909 fertiggestellt, aber nie von dem Ehepaar bezogen.
Der Palacio Fernández Anchorena wurde dann von der Familie für Empfänge und öffentliche Zeremonien zur Verfügung gestellt. Von 1922 bis 1928 diente das Haus dem Präsidenten Marcelo Torcuato de Alvear als offizielle Residenz.
1940 wurde der Palacio an Adelia María Harilaos de Olmos, die Witwe des cordóbesischen Großgrundbesitzers Ambrosio Harilaos de Olmos verkauft. Die Gründerin der Katholischen Frauenliga und Stifterin eines Fonds zur Unterstützung arbeitender Frauen vermachte 1947 den Palacio an den Heiligen Stuhl. Nach ihrem Tod 1949 wurde der Palacio zur Apostolischen Nuntiatur. Papst Pius XII. war als Kardinal Pacelli dort bereits 1934 Gast von Harilaos de Olmos, als in Buenos Aires der Eucharistie-Kongress stattfand.